# Nguyễn Văn Phục

Nguyễn Văn Phục là Trung tướng Công an nhân dân Việt Nam. Ông hiện giữ chức Cục trưởng cục C11 Bộ Công An
Quê quán: Tiên Lữ, Hưng Yên.

## Tiểu sử
Năm 2012, Nguyễn Văn Phục là Đại tá Công an nhân dân Việt Nam, Cục phó Cục Tham mưu Tổng cục Cảnh sát thi hành án hình sự và hỗ trợ tư pháp (Tổng cục 8), Bộ Công an.
Tháng 3 năm 2016, Nguyễn Văn Phục là Đại tá, Cục trưởng Cục Hướng dẫn tạm giam tạm giữ (Bộ Công an).
Tháng 10 năm 2017, Nguyễn Văn Phục là Trung tướng Công an nhân dân Việt Nam, Cục trưởng Cục Tạm giam, tạm giữ Bộ Công an.
Từ tháng 10 năm 2018 đến tháng 7 năm 2019, Nguyễn Văn Phục là Thiếu tướng, Phó Tư lệnh Bộ Tư lệnh Cảnh sát Cơ động, Bộ Công an.

Tháng 7 năm 2019, ông là Trưởng đoàn Đoàn công tác của Ban Chỉ đạo Trung ương về phòng, chống thiên tai, Ủy viên Ban Chỉ đạo phòng, chống thiên tai và tìm kiếm cứu nạn, Bộ Công an.

## Lịch sử thụ phong cấp bậc hàm
- Thiếu tướng (2017)